# The Emotions
Pour les articles homonymes, voir Emotion (homonymie).
The Emotions est un groupe américain de R&B féminin, originaire de Chicago.

## Membres

### Membres actuels
- Pamela Hutchinson
- Sheila Hutchinson
- Wanda Hutchinson

### Anciens membres
- Jeanette Hutchinson
- Theresa Davis
- Adrianne Harris

## Histoire
À l'origine, le groupe était composé de trois sœurs, les filles de Joseph et Lillian Hutchinson.

## Discographie

### Albums studio
- 1969 : So I Can Love You (Volt)
- 1971 : Untouched (Volt)
- 1972 : Songs of Innocence and Experience (Volt)
- 1976 : Flowers (Columbia)
- 1977 : Rejoice (Columbia)
- 1977 : Sunshine (Stax)
- 1978 : Sunbeam (Columbia)
- 1979 : Come into Our World (ARC)
- 1981 : New Affair (ARC)
- 1984 : Sincerely (Red Label)
- 1985 : If I Only Knew (Motown)

### Compilations
- 1978 : Chronicle: Greatest Hits (Stax)
- 1996 : Best of My Love: The Best of the Emotions (Legacy)
- 1998 : The Emotions (Sony Music)
- 1999 : Love Songs (Legacy)
- 2002 : Super Hits (Legacy)
- 2004 : Songs of Innocence and Experience… and Then Some! (Stax)
- 2007 : Best of the Emotions (Mastercuts Gold)

## Source
- (en) Cet article est partiellement ou en totalité issu de l’article de Wikipédia en anglais intitulé « The Emotions » (voir la liste des auteurs).